# Cratere Zarema
Zarema  è un cratere sulla superficie di Venere.